# Die Piccolomini
Die Piccolomini ist der zweite Teil von Friedrich Schillers Wallenstein-Trilogie, dem Drama über den Niedergang des berühmten Feldherren Wallenstein. Eine allgemeine Einleitung und eine Kurzzusammenfassung der gesamten Trilogie bietet der entsprechende Artikel.
Anders als der erste Teil ist „Die Piccolomini“ fünf Aufzüge lang und im Blankvers geschrieben. Nach dem eher einleitenden ersten Teil beginnt hier die Haupthandlung, die hauptsächlich unter den Truppenführern von Wallensteins Armee und dessen Familie spielt. Sie versammeln sich bei Wallenstein in Pilsen im Jahre 1634, mitten im Dreißigjährigen Krieg.

## Erster Aufzug
Der erste Aufzug spielt in Pilsen, wo sich Wallenstein mit seiner Armee aufhält. Im Rathaus: Der Feldmarschall Illo, ein Vertrauter Wallensteins, empfängt zwei Truppenführer: Den General der Kroaten Isolani und Buttler, den Chef einer Dragoner-Einheit. Das Stück beginnt mit den zum geflügelten Wort gewordenen Begrüßungsworten Illos an Isolani: „Spät kommt Ihr – Doch Ihr kommt!“ Illo erzählt, dass sich nun dreißig Regimenter in Wallensteins Lager versammelt hätten. Außerdem bringe Max Piccolomini, Oberst eines Regiments, in Wallensteins Auftrag dessen Frau, die Herzogin von Friedland, und seine Tochter Thekla ins Lager. Isolani erinnert sich an gemeinsame Schlachten mit Max und lobt ihn als Helden. Buttler berichtet, dass Gallas, ein weiterer Regimentsführer, der eigentlich auch Wallensteins Truppe untersteht, versucht hatte, ihn zum Wegbleiben von Wallenstein zu bewegen. 
Illo und Isolani gratulieren Buttler zu einer gerade veranlassten Beförderung. Er zögert, die Glückwünsche anzunehmen, da noch die endgültige Bestätigung des Kaisers fehle (gemeint ist Ferdinand II.).  Illo und Isolani meinen aber, dass Wallensteins Wort alleine schon reichen würde. Illo nennt Wallenstein einen Helfer der Soldaten. Alle drücken den Wunsch aus, dass Wallenstein nicht den neuen Forderungen des Kaisers folgen solle, da sie sonst ruiniert seien. Sie spielen hier auf den Befehl an, einen Teil von Wallensteins Truppe an spanische Verbündete des Kaisers abzutreten, der am Ende von „Wallensteins Lager“ erwähnt wird.
Nun kommt Octavio Piccolomini, Vater von Max Piccolomini und Generalleutnant in Wallensteins Truppe. Er begleitet den Gesandten des Kaisers Questenberg durch das Lager. Questenberg spricht davon, dass die stark gewachsene Armee wieder eingeschränkt werden müsse, da sie nun nicht mehr gebraucht werde. Während Bauern neues Geld in die Staatskasse brächten, verbrauchten Soldaten nur Geld. Wallenstein helfe zwar sehr der Armee, aber nicht dem Land. Illo, Isolani und Buttler reagieren auf Questenberg reserviert bis feindselig. Sie erinnern ihn daran, dass Questenberg bei seinem letzten Besuch noch Wallenstein angefleht habe, die Armee zu führen, jetzt solle er abgesetzt werden. Doch nur Wallenstein könne dieses Heer kontrollieren. Den Soldaten sei ihr Führer in der Regel egal, erst Wallenstein habe es geschafft, sie alle zu einen und der Armee Respekt zu verschaffen. Es kommt zu offenen Anfeindungen zwischen Wallensteins Untergebenen und Questenberg. Nur Octavio versucht alle zu beruhigen. Er entschuldigt die Kritik der Soldaten mit der rauen Art der Armee.
Als die Wachen des Lagers die Ankunft von Max mit der Herzogin und Thekla melden, gehen Isolani, Illo und Buttler los, um sie zu begrüßen. Questenberg zeigt sich gegenüber Octavio besorgt über die Kaiser-feindliche Gesinnung der Soldaten. Octavio äußert, die ganze Armee  denke so. Aber er glaube, dass zumindest Buttler noch auf die kaiserliche Seite wechseln könnte. Es stellt sich heraus, dass Octavio ein geheimer Beauftragter des Kaisers ist, der Wallenstein ausspionieren soll. Seinen eigenen Sohn Max habe er aber noch nicht in seinen Auftrag eingeweiht, da dieser zu ehrlich für solche vertraulichen Missionen sei. Er betont seine Nähe zu Wallenstein, der ihn aus ihm unerfindlichen Gründen zu seinem Vertrauten gemacht habe. Octavio vermutet, dass Wallenstein seine Frau und seine Tochter ins Lager geholt habe, damit der Kaiser sie bei einem Konflikt nicht als Druckmittel missbrauchen könne.
Nun tritt Octavios Sohn Max auf. Auch er steht dem Kaisergesandten Questenberg feindselig gegenüber. Er sagt, dass der Kaiser sich nicht über den Eigensinn Wallensteins aufregen dürfe, da so etwas zu einem starken Feldherrn gehöre. Für große Taten müsse man alte Regeln brechen. Octavio verteidigt diese alten Regeln, da nur durch sie Frieden entstehen könne. Max betont, wie sehr er sich Frieden wünsche, da sich nur dann die Seele frei entfalten könne. Er gibt aber dem Kaiser Schuld an dem Krieg und bekennt sich klar zu Wallenstein. Max sagt, dass er auch für Wallenstein sterben würde. Nachdem Max wieder gegangen ist, ist auch Octavio besorgt: Er vermutet, dass Wallenstein absichtlich seinen Sohn geschickt habe, um Wallensteins Tochter Thekla ins Lager zu holen. Das sei eine Falle gewesen. Worin diese Falle besteht, wird aber nicht ausgesprochen.

## Zweiter Aufzug
Unter Anleitung von Wallensteins Astrologen Seni wird ein Zimmer für eine Versammlung nach abergläubischen Regeln vorbereitet. Auf Wallensteins Aberglauben wird schon in „Wallensteins Lager“ hingewiesen. Wallenstein und seine Frau, die Herzogin, betreten das Zimmer. Wallenstein hat die Herzogin ins Lager bringen lassen, da er ihrer Tochter Thekla den zukünftigen Verlobten präsentieren wolle. Die Herzogin erzählt von der Stimmung am Hofe des Kaisers: Wallenstein verliere dort seine Fürsprecher, man spreche sogar schon über einen möglichen Nachfolger. Sie bittet ihren Mann, dem Kaiser zu gehorchen. Es wird erwähnt, dass Wallenstein schon öfter gegen dessen Befehl verstoßen habe. Wallenstein sagt, dass sie nun nicht länger auf den Kaiser vertrauen könnten.
Nun empfängt er seine Tochter, die er wegen des Krieges seit acht Jahren nicht mehr gesehen hat. Sie wird begleitet von der Gräfin Terzky, die Schwester seiner Frau. Wallenstein erwähnt, dass er keinen Nachfolger habe und sein Erbe auf seine Tochter übergehe. Auch Max kommt dazu und verspricht der Herzogin, ihrem Mann immer treu zu dienen. Dieser sagt, dass Max ihm immer eine Freude sei.
Wallenstein bekommt von Terzky, dem Mann der Schwester seiner Frau und Leiter mehrerer Regimenter in Wallensteins Armee, einige Briefe gebracht. Als jener sie liest, wird er merkbar nachdenklich. Terzky und Wallenstein unterhalten sich allein. In einem der Briefe hat Gallas sein Wegbleiben von der Armee angekündigt. Terzky drängt zum schnellen Handeln, da sich sonst noch mehr Truppenführer von ihnen abwenden würden. Aus ihrem Gespräch erfährt man, dass Wallenstein heimliche Verhandlungen mit den Schweden, den Feinden ihres Kaisers, führt. Diese werden aber langsam ungeduldig, da es immer noch keine Ergebnisse gibt. Terzky wirft Wallenstein vor, dass dieser nicht offen sage, was er denke, und nicht nur seinen Feinden, sondern auch seinen Freunden etwas vorspiele. Er fordert, den Krieg zu beenden, ohne Deutschland von den Schweden zu befreien. Das lehnt Wallenstein ab: Er wolle unbedingt Deutschland befreien und als dessen Retter gefeiert werden.
Nun kommt Illo hinzu. Er hat die Nachricht über die neuen kaiserlichen Befehle unter den Soldaten ausgestreut, um eine kaiserfeindliche Stimmung zu erzeugen. Der Erfolg dieses Tricks wird am Ende von Wallensteins Lager beschrieben. Illo meint, dass Wallenstein alle Soldaten auf seiner Seite habe, wenn er sich auch noch der Piccolomini versichern könne. Er selbst misstraue Octavio Piccolomini. Wallenstein spricht aber Octavio sein vollstes Vertrauen aus.
Illo hat außerdem Questenberg nachspioniert, doch außer zu Octavio habe er zu keinem Mann im Lager allein Kontakt gehabt. Er fordert Wallenstein auf, aktiv zu werden und offiziell gegen den Kaiser anzutreten. Wallenstein will aber noch warten. Er begründet das mit Sternzeichen: Sie würden das Schicksal der Menschen lenken, weswegen sie ihm auch den richtigen Zeitpunkt zeigen würden. Wallenstein möchte, dass Illo und Terzky ihm eine Eideserklärung aller Truppenführer besorgen. In dieser Erklärung sollen sie ihm bedingungslose Treue schwören – also auch für den Fall, dass er gegen den Kaiser handelt.
Nach diesem Gespräch versammeln sich die Generäle mit Wallenstein, um sich offiziell die Befehle des Kaisers anzuhören, vorgetragen von Questenberg. Er stellt zwei Forderungen: Wallenstein soll mit seinen Truppen sofort losziehen und Regensburg befreien. Die Generäle lehnen das ab, da das im Winter den Truppen schaden würde. Außerdem sollen acht Regimenter der Armee den spanischen Verbündeten angeschlossen werden.
Wallenstein reagiert sehr kühl und selbstbewusst. Er vermutet einen Winkelzug hinter der zweiten Forderung: Der Kaiser wolle die Vereinbarung umgehen, dass alle deutschen Truppen Wallenstein unterstellt sein müssten, indem er einen Teil zu den spanischen Truppen schicke. Das Ziel sei die Schwächung und schließlich die Absetzung Wallensteins. Deswegen wolle er sofort das Kommando über die kaiserliche Armee abgeben. Die Generäle reagieren erschreckt auf diese Ankündigung und Max bittet Wallenstein, mit dieser Entscheidung noch zu warten, bis die Generäle sich beraten hätten. Als die Versammlung beendet wird, kommen einige Kommandeure, die Wallenstein ihre Treue schwören.

## Dritter Aufzug
Terzky und Illo überlegen, wie sie den verlangten bedingungslosen Treueschwur von den Truppenführern bekommen können. Sie wollen vor einer Feier ein Dokument verlesen, in dem Wallenstein Treue geschworen wird, allerdings nur solange die Pflichten dem Kaiser gegenüber das zulassen. Nach der Feier wollen sie eine Abschrift des Schwures von allen unterschreiben lassen, in dem die einschränkende Klausel allerdings fehlt. In ihrem angetrunken Zustand sollen die Soldaten dies nicht merken. Beide sind überzeugt davon, dass Wallenstein die Truppe problemlos lenken werde, wenn er sich des Vertrauens der Truppenführer sicher sei.
Terzky trifft sich mit seiner Frau, der Gräfin. Terzky erzählt ihr, wie wichtig Max’ Unterschrift unter dem Eid sei. Die Gräfin solle Max dafür „den Kopf warm machen“, und zwar durch Wallensteins Tochter Thekla. Die Gräfin meint, dass dies auch Wallensteins Absicht sei, weswegen er Max geschickt habe, um Thekla ins Lager zu begleiten. Zunächst trifft sich die Gräfin mit Max allein. Sie hat ihm ein Treffen mit Thekla versprochen. Als Erstes verpflichtet sie ihn zum Stillschweigen – auch Wallenstein gegenüber. Max erzählt der Gräfin, dass Thekla und er sich auf der Reise zu Wallensteins Lager gegenseitig ihre Liebe gestanden hätten. Diese kommt schließlich selbst hinzu. Sie berichtet, dass ihre Mutter, die Herzogin, verzweifelt sei, da Wallenstein nicht dem Kaiser gehorchen wolle. Sie reden auch über Wallensteins Aberglaube an die Astrologie, den Max aber verteidigt: Auch die Liebe sei eine Gabe der Sterne.
Die Gräfin verlässt die beiden. Thekla warnt Max vor ihr und äußert, dass sie niemandem trauen dürften. Sie lehnt auch Max’ Vorschlag ab, Wallenstein oder dessen Frau in ihre Liebe einzuweihen. Anschließend kommt die Gräfin Terzky zurück und holt  Max ab, da er von den anderen Truppenführern erwartet werde. Sie unterhält sich danach auch mit Thekla allein und warnt sie, nicht ihren Stand zu vergessen und sich Max hinzugeben, was ihr Vater Wallenstein ohnehin nie zulassen werde. Thekla will aber ihre Liebe durchsetzen und spricht sogar davon, notfalls Wallenstein zu widersprechen. Max sei zwar nicht offiziell vom gleichen Stand, aber seine Art mache ihn diesem gleichwertig.

## Vierter Aufzug
Max kommt als Letzter auf das Fest der Truppenführer, an dem Wallenstein aber nicht teilnimmt. Isolani und Terzky empfangen ihn und zeigen ihm die Erklärung, in der alle Anwesenden Wallenstein Treue schwören sollen. In der gezeigten Version wird diese Treue aber ausdrücklich eingeschränkt durch den Eid gegenüber ihrem Kaiser. Nachdem Max die Erklärung gelesen hat, bringt Neumann, Terzkys Adjutant, eine Abschrift ohne diese einschränkende Klausel. Das verlesene Original wird heimlich verbrannt. Illo meint, dass bis auf Octavio Piccolomini alle auch freiwillig die gefälschte Version unterschrieben hätten. Buttler kommt zu Illo und Terzky und bestätigt dies: er habe den Plan bemerkt, aber wolle ohnehin immer für Wallenstein kämpfen. Außerdem wolle er diesen als möglichen Erben einsetzen, da Buttler selbst keine Nachkommen habe.
Die Stimmung auf dem Fest ist sehr ausgelassen. Man hört Treuebekundungen für Wallenstein und abschätzige Worte über den Kaiser und die Kirche. Zwei Diener belauschen dies, im Auftrag eines Paters. Der Kellermeister kritisiert das Verhalten der Soldaten, die sich benehmen würden, als gehörten sie noch höheren Ständen an. Auf Befehl der Gäste muss er ihnen einen Kelch zum Trinken bringen, der eigens zur Krönung ihres Kaisers angefertigt worden sei. Am Ende der Feier sind viele Truppenführer betrunken. Die meisten unterschreiben die geänderte Fassung des Eides ohne Lust, ihn nochmals zu lesen. Octavio Piccolomini ist nicht betrunken und überfliegt die Erklärung, unterschreibt aber trotzdem. Auch Max ist nicht betrunken, er wirkt völlig abwesend. Seinem Vater Octavio ist aufgefallen, dass er erst später gekommen ist und dass Terzky sich nicht über sein Fehlen wunderte, also anscheinend wusste, wo Max war.
Beim Zählen der Unterschriften merkt Terzky, dass Max noch nicht unterschrieben hat. Der weigert sich, das nachzuholen, da er nicht in der Stimmung für Geschäfte sei. Illo ist schon völlig „blau“ und will mit Octavio Bruderschaft trinken. Als er merkt, dass Max nicht unterschrieben hat, will er ihn zur Unterschrift bewegen. Er erwähnt ganz öffentlich die heimlich entfernte Klausel. Einige der noch anwesenden Truppenführer haben dies auch bemerkt, stören sich aber nicht daran. Als Max immer noch nicht unterschreibt, nennt Illo ihn wütend einen „Judas“ und bedroht ihn mit einem Dolch, wird jedoch sofort entwaffnet. Max verlässt ohne Unterschrift das Fest.

## Fünfter Aufzug
Octavio Piccolomini trifft sich mit seinem Sohn Max in ihrer Wohnung. Octavio hat beschlossen, Max in den geheimen Auftrag des Kaisers einzuweihen, da er gemerkt hat, dass auch Max ihm etwas verheimlicht (nämlich seine Liebe zu Wallensteins Tochter Thekla). Er zeigt seinem Sohn ein Schreiben des Kaisers: Wallenstein wird darin als geächtet erklärt und der Oberbefehl über die Wallensteinsche Armee an ihn selbst, Octavio Piccolomini, übertragen. Er wolle diese Vollmacht aber erst nutzen, sobald sich Wallenstein eindeutig gegen den Kaiser wende. Octavio erklärt, dass es Wallensteins Plan sei, sich mit den Schweden gegen Ferdinand II. zu verbünden. Das habe ihm Wallenstein selbst so gesagt.
Max glaubt ihm nicht. Er sei sich auch sicher, dass der Betrug mit der kaisertreuen Klausel auf dem Fest ohne Wallensteins Wissen geschehen sei. Ein Bote unterbricht das Gespräch und bringt Octavio die Nachricht: Wallensteins geheimer Unterhändler sei auf dem Weg zu den Schweden von kaisertreuen Soldaten gefasst worden. In seinem Gepäck habe man Briefe an die Schweden gefunden, allerdings nicht von Wallenstein selbst, sondern nur von seinem Schwager Terzky unterschrieben. Der Unterhändler werde nun nach Wien geschickt, um ihn zu einer konkreten Beschuldigung Wallensteins zu veranlassen.
Max will daraufhin sofort zu Wallenstein gehen. Er sei nicht bereit, bei einer Intrige mitzuhelfen, stattdessen wolle er Wallensteins wahre Pläne hören. Er spricht auch davon, Octavios Geheimnis zu verraten und sich gegen ihn zu stellen, sollte Wallenstein im Recht sein.